# Мадж, Дирк
Дирк Фредерик Мадж (африк. Dirk Frederik Mudge; 16 января 1928, Очиваронго — 26 августа 2020, Виндхук) — намибийский и южноафриканский политик, африканерский националист. Депутат парламента ЮАР в период апартеида. Политический лидер намибийской белой общины. В 1980—1983 годах — глава правительства Юго-Западной Африки. Основатель Республиканской партии, председатель Демократического альянса Турнхалле. В независимой Намибии — министр финансов в 1989—1993 годах, основатель медиа-холдинга, политический и общественный деятель.

## ФермерЮЗА, политикЮАР
Родился в семье фермера-африканера. В 1947 году окончил Стелленбосский университет по коммерческой специальности. Работал бухгалтером в Виндхуке. В 1950-е занимался разведением крупного рогатого скота.
Семейство Мадж придерживалось идеологии африканерского национализма, выступало за сохранение мандата ЮАС/ЮАР на управление Юго-Западной Африкой (ЮЗА) и систему апартеида. В 1955 году Дирк Мадж вступил в Национальную партию. В 1961 году был избран в парламент ЮАР как один из семи представителей ЮЗА.
С 1965 по 1977 год Дирк Мадж занимал в оккупированной ЮЗА важные административные посты. Этот период в основном совпал с премьерством в ЮАР Балтазара Йоханнеса Форстера.

## Глава намибийской администрации
С 1969 года африканское леворадикальное повстанческое движение СВАПО вело партизанскую войну за независимость Намибии. В 1975—1977 годах правительство Форстера организовало в Виндхуке конституционное совещание. По его результатам был согласован совместный документ о временном управлении и создан Демократический альянс Турнхалле (DTA) — коалиция намибийских организаций, согласных на партнёрство с правительством ЮАР.
Президентом DTA стал племенной вождь гереро Клеменс Капууо, председателем и фактическим руководителем — Дирк Мадж. Между Капууо и Маджем существовала давняя политическая связь. Тогда же, в 1977 году, Мадж основал и возглавил Республиканскую партию (RP) консервативных белых намибийцев, которая присоединилась к DTA. В 1978 году в ЮЗА были проведены выборы, победу на которых одержал DTA. 1 июля 1980 года Дирк Мадж возглавил правительство ЮЗА. Он руководил военно-политическим противостоянием СВАПО и активно проводил в жизнь концепцию Намибии как конфедерации бантустанов под контролем ЮАР.

Мы не хотим правительства СВАПО. И мы сделаем всё возможное, чтобы затруднить СВАПО приход к власти.

Дирк Мадж

Впоследствии Дирк Мадж выражал сожаление в связи с неучастием СВАПО в конституционном процессе. В то же время он подчёркивает, что только сопротивление, не позволившее СВАПО «просто водрузить свой флаг и захватить страну» позволило перейти к демократии в независимой Намибии. Систему апартеида Мадж оправдывал тем, что «права человека так или иначе нарушались по всему миру». Свою политику обосновывал задачами антикоммунистического противостояния.
Конституционный процесс, выборы 1978 году и правительство Маджа не получили международного признания. ООН провозгласила СВАПО «единственным законным представителем народа Намибии». Тео-Бен Гурираб, представитель СВАПО при ООН, называл Дирка Маджа «хитрым расистом» и «несомненным будущим надсмотрщиком над „внутренними руководителями“». Продолжалась партизанская война и контрповстанческие операции, положение в стране оставалось крайне напряжённым. В 1978 и 1983 годах погибли два президента DTA — Клеменс Капууо и его преемник Корнелиус Нджоба.
Правительство Дирка Маджа подало в отставку в 1983 году. В том же году Мадж принял участие в многопартийной конференции как представитель DTA. С 1986 года занимал пост министра финансов в «Переходном правительстве национального единства», являясь его фактическим главой.
К концу 1980-х стало очевидным, что намибийское урегулирование и переход к независимости будет проходить при участии СВАПО. В ноябре 1989 года Дирк Мадж учредил медиа-холдинг DMTN, организовавший агитацию против СВАПО на выборах 1989 года. В систему DMTH был включён и печатный орган RP газета Republikein, выходящая на языке африкаанс. Впоследствии DMTN преобразовался в DMH, крупную медиа-корпорацию, существующую по сей день.

## В независимой Намибии
На выборах 1989 года Дирк Мадж был избран депутатом от DTA. Однако в целом победу одержала СВАПО. Несмотря на протесты леворадикалов, лидер СВАПО президент Сэм Нуйома назначил Дирка Маджа министром финансов в первом правительстве независимой Намибии. Считается, что этим шагом Нуйома демонстрировал белой общине готовность к примирению и сотрудничеству.

Мне часто приходилось спорить, но я рад, что у меня много друзей среди соотечественников независимо от цвета кожи.

Дирк Мадж

Членом правительства Намибии Дирк Мадж оставался до 1993 года. После отставки занялся сельским хозяйством на ферме в Калькфельде. Занимается также благотворительностью и общественной деятельностью. До 2008 года был председателем совета директоров медиа-холдинга DMH.
Дирк Мадж остаётся авторитетной фигурой в стране, особенно в белой общине. Формально не занимая политических постов, он считается одним из лидеров Республиканской партии — наряду со своим сыном Хенком Маджем и официальным (с 2011) президентом партии Кларой Говасес.
В июле 2014 года Дирк Мадж выступал на партийном съезде:

Давайте, где можем, помогать правительству и воздерживаться от огульной критики… Нашу конституцию нельзя рассматривать как договор между врагами. Давайте попытаемся построить единую нацию, которая называется — Намибия.

Расовые и этнические различия останутся всегда. Я не могу назвать себя чёрным или ошивамбо. Я белый и африканер. Но не позволим расам и этносам разделять нас. Мы прежде всего намибийцы.

В мае 2015 года 87-летний Дирк Мадж презентовал в Виндхуке автобиографию.

## Семья
С 1950 года Дирк Мадж был женат на Стини Мадж — единомышленнице и политической соратнице. В браке супруги имели пятерых детей, шестнадцать внуков и двадцать одного правнука.
87-летняя Стини Мадж скончалась в декабре 2017 года. Официальные соболезнования в связи с её кончиной выразил президент Намибии Хаге Гейнгоб.
Хенк Мадж, сын Дирка Маджа — крупный намибийский политик, преемник отца в руководстве Республиканской партии.

## Кончина
Дирк Мадж скончался 26 августа 2020 года в Виндхукской клинике в возрасте 92 лет. С официальным сообщением о его смерти выступил Хенк Мадж. Причиной смерти своего отца Мадж-младший назвал COVID-19.